# Hiệp hội gia đình Hoa Kỳ
Hiệp hội Gia đình Hoa Kỳ (tiếng Anh: American Family Association, viết tắt: AFA) là một tổ chức bảo thủ xã hội ở Hoa Kỳ với mục đích chính nhằm thúc đẩy các giá trị của Kitô giáo chính thống, bằng cách công bố những giáo lý của Kitô giáo bảo thủ và tìm cách để áp dụng nó trong chính trị và các chính sách công. Nó phản đối hôn nhân đồng tính, khiêu dâm, và phá thai. Tổ chức này được thành lập vào năm 1977 bởi Donald Wildmon, có trụ sở chính ở Tupelo, bang Mississippi.
AFA từng xác định chính nó là "một tổ chức Kitô giáo thúc đẩy đạo đức kinh thánh trong xã hội Mỹ" với sự nhấn mạnh chủ yếu trên truyền hình và các phương tiện khác, sau đó nó chuyển trọng tâm đã đề ra của mình sang "các vấn đề đạo đức ảnh hưởng đến gia đình". Nó tham gia nhiệt tình vào các hoạt động, bao gồm cả tẩy chay, cảnh báo qua email, qua các ấn phẩm trên các trang web của AFA hoặc tạp chí AFA, qua chương trình phát sóng trên Đài phát thanh Gia đình Mỹ, và các hoạt động vận động hành lang. AFA sở hữu 200 trạm Đài phát thanh gia đình Mỹ ở 33 bang, 7 trạm liên kết trong 7 tiểu bang, và một đài truyền hình liên kết KAZQ TV ở New Mexico.

## Chỉ trích và tranh cãi
AFA đã được liệt kê trong danh sách các nhóm thù ghét chống đồng tính ở Mỹ bởi Trung tâm nghiên cứu luật người nghèo miền Nam Hoa Kỳ (SPLC) vào của tháng 11 năm 2010 bởi các "tuyên truyền xuyên tạc, dối trá" và việc sử dụng các "phát ngôn phỉ báng" chống cộng đồng LGBT của tổ chức này.
Cựu lãnh đạo AFA California Scott Lively] là một đồng tác giả của The Pink Swastika (xuất bản năm 1995), trong đó tuyên bố rằng tất cả các nhà lãnh đạo lớn ở chế độ Đức quốc xã là người đồng tính, dù tuyên bố mà không được chấp thuận rộng rãi bởi hầu hết các nhà sử học.
Trong năm 2007, Bryan Fischer khi còn là Giám đốc các vấn đề phân tích và là phát ngôn viên cho AFA, đã tổ chức một sự kiện quảng bá thông điệp rằng "đồng tính luyến ái là trung tâm của chủ nghĩa phát xít". Trong tháng 5 năm 2010, Fischer đã viết một bài đăng trên trang web của AFA và RenewAmerica,  cáo buộc Adolf Hitler là một người đồng tính, rằng "Đức Quốc xã bắt đầu trong một quán bar đồng tính ở Munich". Trên đài phát thanh Mỹ Family Talk, Fischer lặp đi lặp lại lời khẳng định rằng Hitler là một người đồng tính. Ngoài ra, Fischer còn phát biểu: "Hitler phát hiện ra rằng ông không thể có được đội quân người dị tính là dã man, tàn bạo và đủ xấu xa để thực hiện các âm mưu của mình, nhưng những người lính đồng tính về cơ bản không có giới hạn của sự sự mọi rợ và tàn bạo và họ luôn sẵn sàng để gây ra cho bất cứ ai mà Hitler sẽ chỉ đạo về sau. Vì vậy, Hitler đã tự giấu mình, và hầu như tất cả các binh lính Đế chế Galactic, binh lính của SA, đều là người đồng tính nam". Trong tháng 10 năm 2012, Bryan Fischer trong một cuộc phỏng vấn với Carol Costello CNN tiếp tục lặp lại niềm tin của ông rằng "Hitler tuyển dụng người đồng tính xung quanh mình để tạo nên đội quân của mình" 
Trong tháng 1 năm 2013, Fischer đã so sánh quan hệ tình dục có sự đồng thuận giữa những người đồng tính là ấu dâm, loạn luân và thú tính. Trong tháng 3 năm 2013,khi Thượng nghị sĩ Portman công bố thay đổi quan điểm của mình từ phản đối sang và ủng hộ hôn nhân đồng tính vì những gì ông đã học được từ cậu con trai là người đồng tính, Fischer đã phát biểu ví đồng tính như hành động "cướp ngân hàng".  Fisher cũng cho rằng đồng tính nên bị cấm như chất béo không bão hòa Trans và là "một mối nguy hiểm cho sức khỏe con người" và ví đồng tính luyến ái như kẻ trộm, kẻ sát nhân và kẻ quấy rối trẻ em.. Ngoài ra, Fischer còn rất nhiều phát ngôn xuyên tạc gây sốc khác về người đồng tính cũng như phân biệt chủng tộc, tôn giáo...
Ngày 28 tháng 1 năm 2015, Tim Wildmon, Chủ tịch AFA đã giáng cấp vị trí phát ngôn viên của Fischer. Để tránh bị phân loại là một nhóm thù hận chống đồng tính, AFA ban hành một thông cáo báo chí và gửi 2 bức thư tới Trung tâm nghiên cứu luật người nghèo miền Nam Hoa Kỳ nói rằng lên án một số quan điểm của Fischer, bác bỏ tuyên bố của mình rằng Hillary Clinton là một người đồng tính, và nói: "AFA bác bỏ tuyên bố của Bryan Fischer rằng đồng tính luyến ái đã cho chúng tôi một Adolph Hitler, và người đồng tính trong quân đội đã cho chúng tôi đội quân Sturmabteilung (SA), một đội hình chiến tranh Đức Quốc xã cùng với sáu triệu người Do Thái đã chết". AFA cũng bác bỏ chính sách chủ trương của Bryan Fischer rằng hành vi đồng tính nên được coi là bất hợp pháp, bác bỏ quan điểm của Bryan Fischer rằng "Chúng tôi cần một đường sắt ngầm để bảo vệ trẻ em vô tội từ các hộ gia đình đồng tính"....